# NHL (1928/1929)
Sezon NHL 1928-1929 był dwunastym sezonem ligi NHL. Dziesięć zespołów rozegrało po 44 mecze w sezpnie zasadniczym. Puchar Stanleya zdobyła drużyna Boston Bruins.

## Sezon zasadniczy
M = Mecze, W = Wygrane, P = Przegrane, R = Remisy, PKT = Punkty, GZ = Gole Zdobyte, GS = Gole Stracone, KwM = Kary w minutach
| Dywizja Kanadyjska  | M  | W  | P  | R  | PKT | GZ | GS | KwM |
| ------------------- | -- | -- | -- | -- | --- | -- | -- | --- |
| Montreal Canadiens  | 44 | 22 | 7  | 15 | 59  | 71 | 43 | 465 |
| New York Americans  | 44 | 19 | 13 | 12 | 50  | 53 | 53 | 486 |
| Toronto Maple Leafs | 44 | 21 | 18 | 5  | 47  | 85 | 69 | 541 |
| Ottawa Senators     | 44 | 14 | 17 | 13 | 41  | 54 | 67 | 461 |
| Montreal Maroons    | 44 | 15 | 20 | 9  | 39  | 67 | 65 | 638 |

| Dywizja Amerykańska | M  | W  | P  | R  | PKT | GZ | GS | KwM |
| ------------------- | -- | -- | -- | -- | --- | -- | -- | --- |
| Boston Bruins       | 44 | 26 | 13 | 5  | 57  | 89 | 52 | 472 |
| New York Rangers    | 44 | 21 | 13 | 10 | 52  | 72 | 65 | 384 |
| Detroit Cougars     | 44 | 19 | 16 | 9  | 47  | 72 | 63 | 381 |
| Pittsburgh Pirates  | 44 | 9  | 27 | 8  | 26  | 46 | 80 | 324 |
| Chicago Black Hawks | 44 | 7  | 29 | 8  | 22  | 33 | 85 | 363 |

### Najlepsi strzelcy
| Zawodnik      | Drużyna             | Mecze | Bramki | Asysty | Punkty | Kary w Minutach |
| ------------- | ------------------- | ----- | ------ | ------ | ------ | --------------- |
| Ace Bailey    | Toronto Maple Leafs | 44    | 22     | 10     | 32     | 78              |
| Nels Stewart  | Montreal Maroons    | 44    | 21     | 8      | 29     | 74              |
| Howie Morenz  | Montreal Canadiens  | 42    | 17     | 10     | 27     | 47              |
| Carson Cooper | Detroit Cougars     | 43    | 18     | 9      | 27     | 14              |
| Andy Blair    | Toronto Maple Leafs | 44    | 12     | 15     | 27     | 41              |

## Playoffs

### Ćwierćfinał
| Boston Bruins – Montreal Canadiens                       | Boston Bruins – Montreal Canadiens | Boston Bruins – Montreal Canadiens | Boston Bruins – Montreal Canadiens | Boston Bruins – Montreal Canadiens | Boston Bruins – Montreal Canadiens |
| Data                                                     | Wyjazd                             | Wyjazd                             | Dom                                | Dom                                |                                    |
| -------------------------------------------------------- | ---------------------------------- | ---------------------------------- | ---------------------------------- | ---------------------------------- | ---------------------------------- |
| 19 marca                                                 | Mtl. Canadiens                     | 0                                  | 1                                  | Boston                             |                                    |
| 21 marca                                                 | Mtl. Canadiens                     | 0                                  | 1                                  | Boston                             |                                    |
| 23 marca                                                 | Boston                             | 3                                  | 2                                  | Mtl. Canadiens                     |                                    |
| Boston wygrał 3:0 i awansował do finału Pucharu Stanleya |                                    |                                    |                                    |                                    |                                    |

| New York Americans – New York Rangers | New York Americans – New York Rangers | New York Americans – New York Rangers | New York Americans – New York Rangers | New York Americans – New York Rangers | New York Americans – New York Rangers | New York Americans – New York Rangers |
| Data                                  | Wyjazd                                | Wyjazd                                | Dom                                   | Dom                                   |                                       |                                       |
| ------------------------------------- | ------------------------------------- | ------------------------------------- | ------------------------------------- | ------------------------------------- | ------------------------------------- | ------------------------------------- |
| 19 marca                              | NY Rangers                            | 0                                     | 0                                     | NY Americans                          |                                       |                                       |
| 21 marca                              | NY Americans                          | 0                                     | 1                                     | NY Rangers                            | Po 2 dogrywkach                       |                                       |
| NY Rangers wygrało bramkami 1:0       |                                       |                                       |                                       |                                       |                                       |                                       |

| Detroit Red Wings – Toronto Maple Leafs | Detroit Red Wings – Toronto Maple Leafs | Detroit Red Wings – Toronto Maple Leafs | Detroit Red Wings – Toronto Maple Leafs | Detroit Red Wings – Toronto Maple Leafs | Detroit Red Wings – Toronto Maple Leafs |
| Data                                    | Wyjazd                                  | Wyjazd                                  | Dom                                     | Dom                                     |                                         |
| --------------------------------------- | --------------------------------------- | --------------------------------------- | --------------------------------------- | --------------------------------------- | --------------------------------------- |
| 19 marca                                | Toronto                                 | 3                                       | 1                                       | Detroit                                 |                                         |
| 21 marca                                | Detroit                                 | 1                                       | 4                                       | Toronto                                 |                                         |
| Toronto wygrało bramkami 7:2            |                                         |                                         |                                         |                                         |                                         |

### Półfinał
| New York Rangers – Toronto Maple Leafs                         | New York Rangers – Toronto Maple Leafs | New York Rangers – Toronto Maple Leafs | New York Rangers – Toronto Maple Leafs | New York Rangers – Toronto Maple Leafs | New York Rangers – Toronto Maple Leafs | New York Rangers – Toronto Maple Leafs |
| Data                                                           | Wyjazd                                 | Wyjazd                                 | Dom                                    | Dom                                    |                                        |                                        |
| -------------------------------------------------------------- | -------------------------------------- | -------------------------------------- | -------------------------------------- | -------------------------------------- | -------------------------------------- | -------------------------------------- |
| 24 marca                                                       | Toronto                                | 0                                      | 1                                      | NY Rangers                             |                                        |                                        |
| 26 marca                                                       | NY Rangers                             | 2                                      | 1                                      | Toronto                                | Po dogrywce                            |                                        |
| NY Rangers wygrało 2:0 i awansowało do finału Pucharu Stanleya |                                        |                                        |                                        |                                        |                                        |                                        |

### Finał Pucharu Stanleya
| Boston Bruins – New York Rangers           | Boston Bruins – New York Rangers | Boston Bruins – New York Rangers | Boston Bruins – New York Rangers | Boston Bruins – New York Rangers | Boston Bruins – New York Rangers |
| Data                                       | Wyjazd                           | Wyjazd                           | Dom                              | Dom                              |                                  |
| ------------------------------------------ | -------------------------------- | -------------------------------- | -------------------------------- | -------------------------------- | -------------------------------- |
| 28 marca                                   | NY Rangers                       | 0                                | 2                                | Boston                           |                                  |
| 29 marca                                   | Boston                           | 2                                | 1                                | NY Rangers                       |                                  |
| Boston wygrał 2:0 i zdobył Puchar Stanleya |                                  |                                  |                                  |                                  |                                  |

## Nagrody
| Hart Memorial Trophy:      | Roy Worters, New York Americans       |
| Lady Byng Memorial Trophy: | Frank Boucher, New York Rangers       |
| Vezina Trophy:             | George Hainsworth, Montreal Canadiens |